# 受胎告知 (エル・グレコ、ティッセン＝ボルネミッサ美術館)
『受胎告知』(じゅたいこくち、西: La Anunciación、英: Annunciation) は、ギリシア・クレタ島出身のマニエリスム期のスペインの巨匠エル・グレコがイタリア滞在時の終わりごろ (1575-1576年) に制作したキャンバス上の油彩画である。画家は生涯にわたって「受胎告知」を主題とする作品を描いた (エル・グレコの『受胎告知』を参照) が、本作はイタリアで描かれた同主題の最後の作品であると考えられ、画家がイタリアで学びとったものを端的に表している。作品は、マドリードにあるティッセン＝ボルネミッサ美術館に収蔵されている。

## 作品

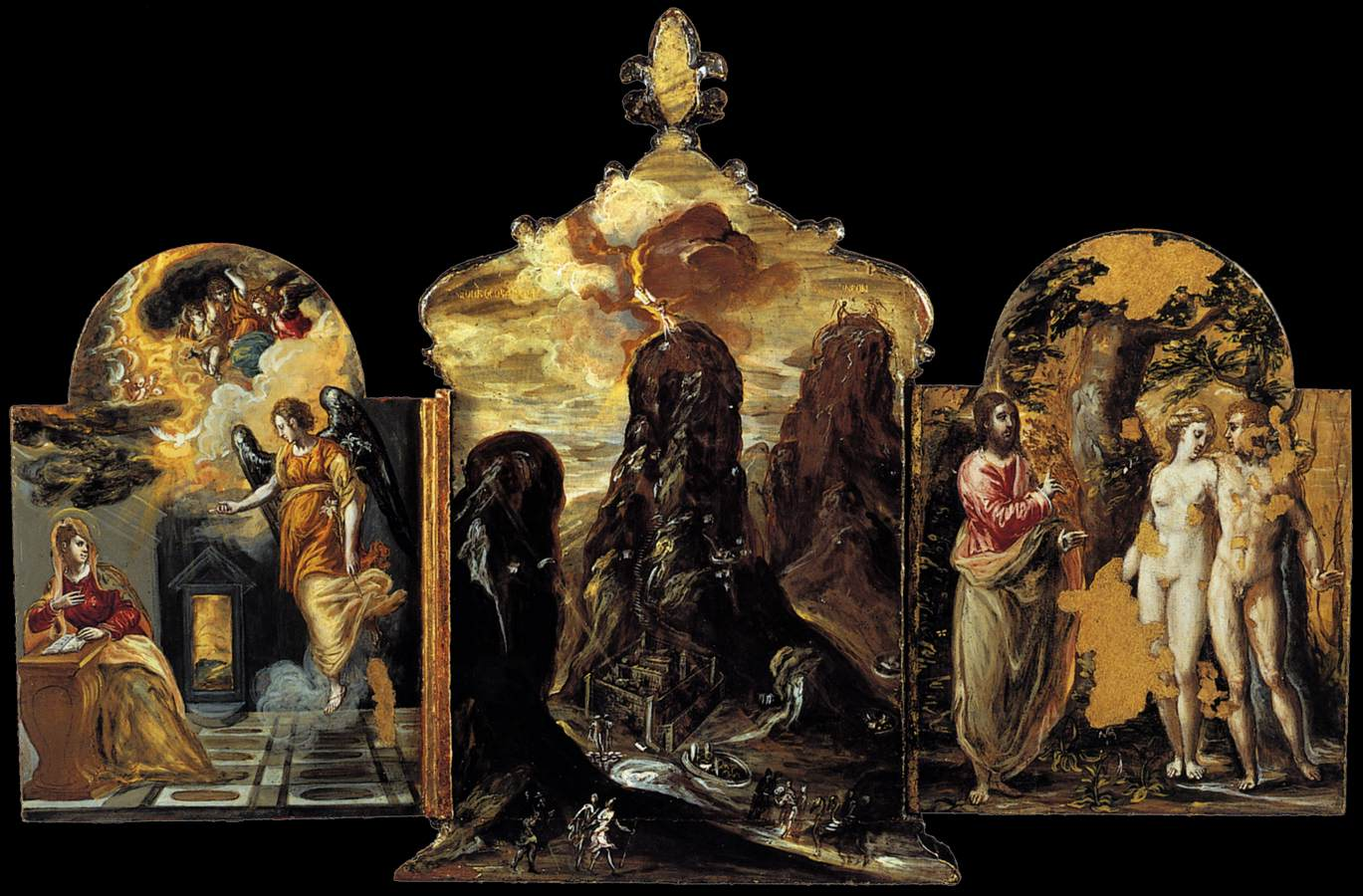
エル・グレコ『モデナの三連祭壇画』(エステンセ美術館)

本作の主題である「受胎告知」は、『新約聖書」中の「ルカによる福音書」(1章34-35) に記述されている。画面では、左側にいる聖母マリアが書見台の前に跪き、右側にいる大天使ガブリエルから聖霊により神の子イエス・キリストを身ごもったことを告げられて驚いている様子が描かれている。マリアの左手はそれまで読んでいた本を抑え、右手は胸に当てて謙虚さを表している。画面右側にはマリアよりもやや高い位置にピンクの衣を翻した大天使ガブリエルが前のめりの姿勢で雲に乗っている。
この作品に見られる鮮やかで暖かみのある色彩、光り輝く大気の表現、演劇的な舞台設定は、明らかに16世紀ヴェネツィア派の特徴を示す。色彩と大気の表現は16世紀半ばのティツィアーノの作品を、構図はティントレットの作品を想起させる。一方、大天使ガブリエルの身体はヴェロネーゼを思わせ、建築モティーフもヴェロネーゼによる一連の『受胎告知』に類似している。とはいえ、エル・グレコのイタリア時代の『受胎告知』の手本となった作品は指摘されていない。ヴェネツィア派の画家たちの『受胎告知』では大天使ガブリエルが右側から現れる作例が極めて少ないからである。
本作の構図は、エル・グレコが1567-1568年に制作した『モデナの三連祭壇画』(エステンセ美術館) 左パネルの「受胎告知」で試みた構図に類似している。エル・グレコがイタリア時代に描いた『受胎告知』は、すべてモデナの作品同様、大天使ガブリエルが画面右手から現れるという舞台設定、マリアとガブリエルの位置、姿勢、タイルを敷いた床など本作と多くの共通点を持つ。プラド美術館とカタルーニャ美術館の作例は、基本的に本作と相違はない。しかし、これらの2作品では本作と違い、背後は低い壁で遮られることはなく、透視図法を駆使した建築モティーフによって画面中央が奥まで見通せるような工夫がされている。
本作は、構図と人物の身体表現において、エル・グレコの作品としては例を見ないほどの古典的調和を示している。モデナの作品に始まり、プラド、バルセロナの作品と展開した画家の『受胎告知』の図像は本作で完成を見たといえる。

## 関連作品

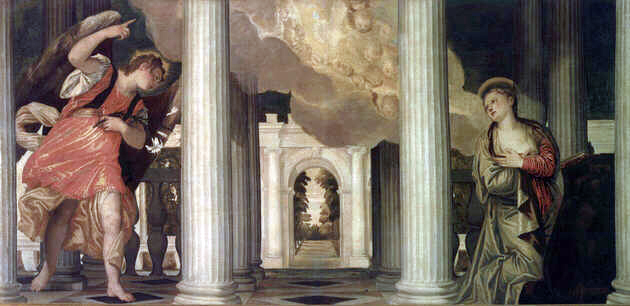
ヴェロネーゼ『受胎告知』（1551-1556年ごろ）ウフィツィ美術館、フィレンツェ
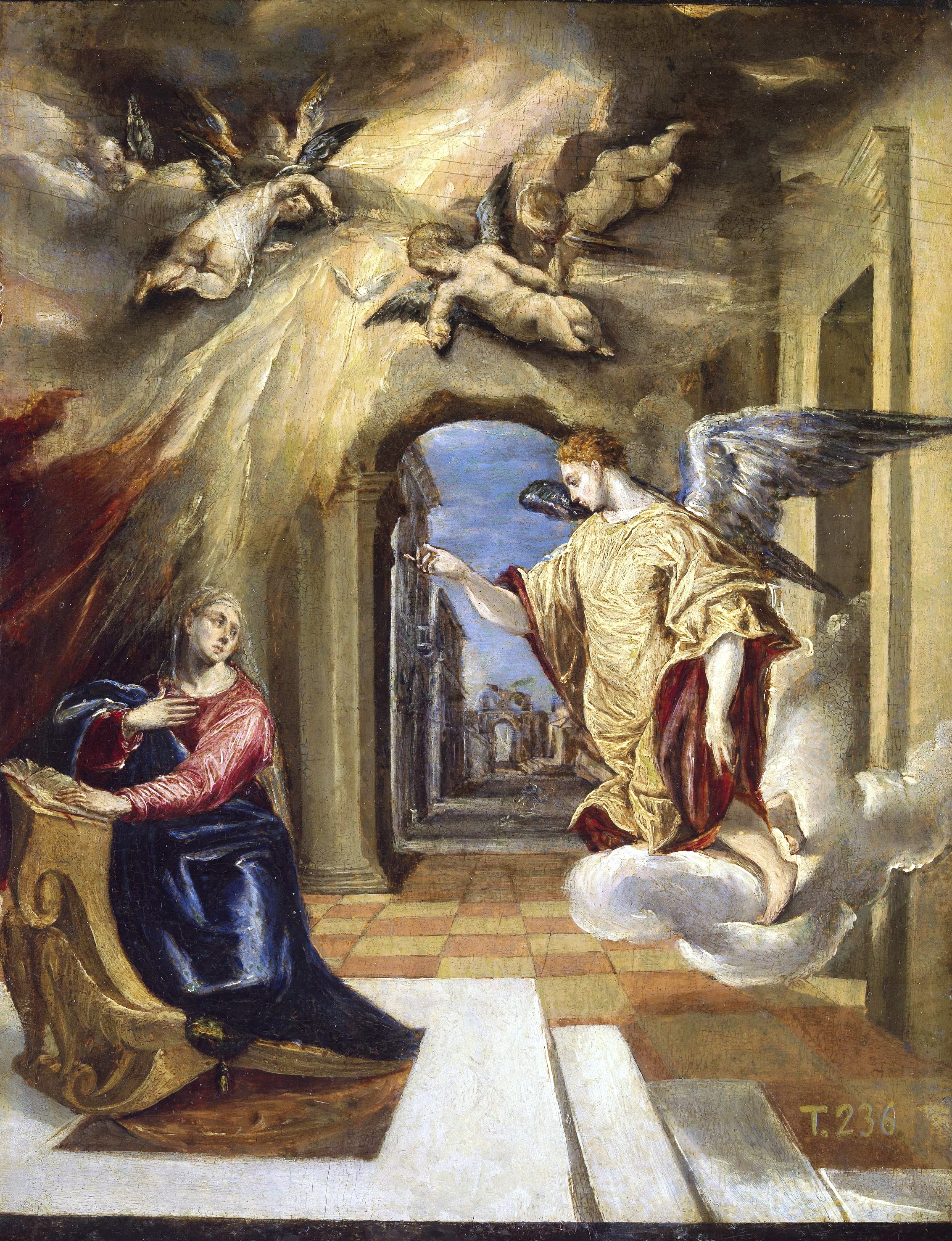
エル・グレコ『受胎告知』（1570年ごろ）プラド美術館、マドリード
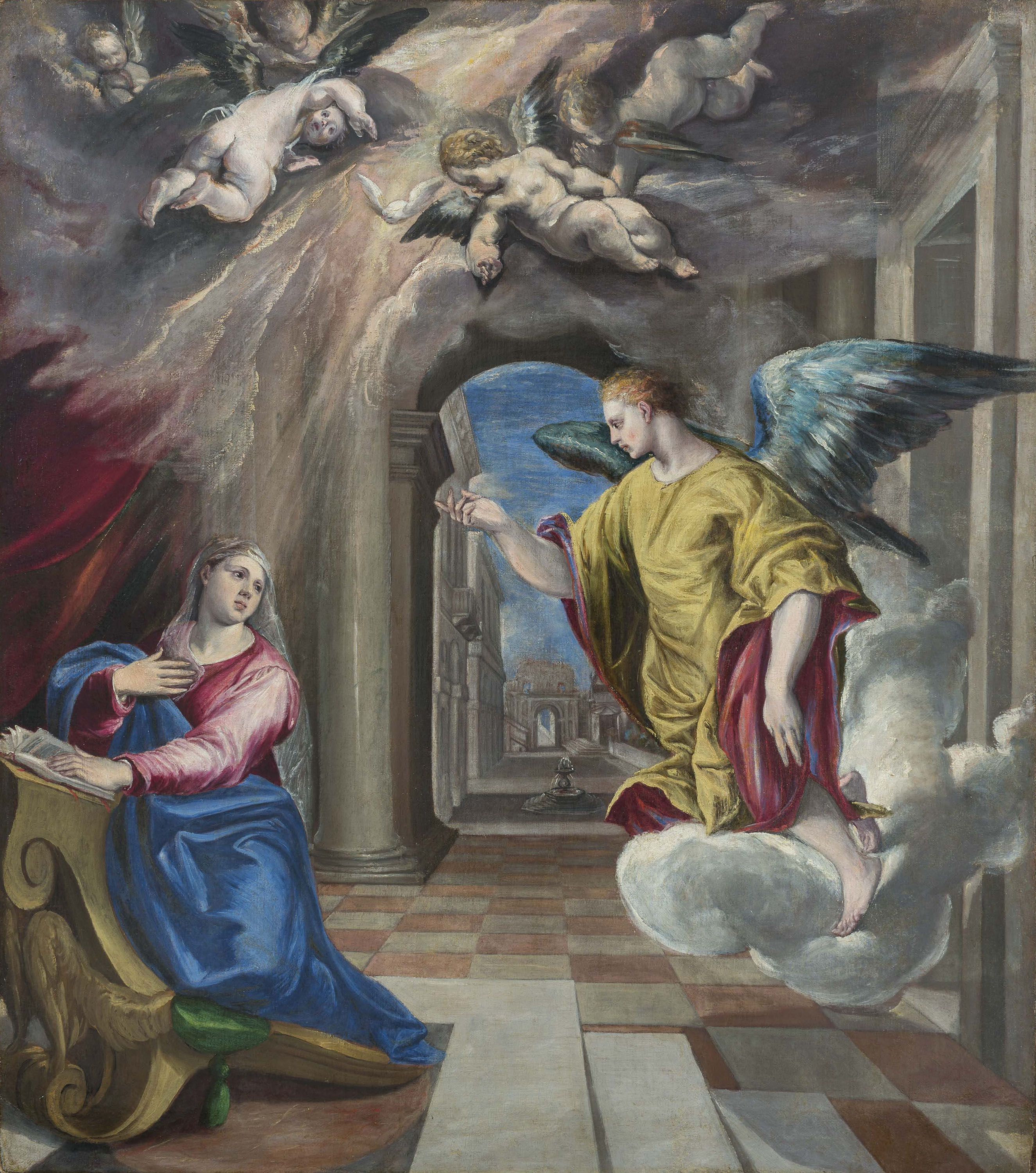
エル・グレコ『受胎告知』（1576年ごろ）カタルーニャ美術館、バルセロナ

## 作品
- 『エル・グレコ展』、国立西洋美術館、東京新聞、1986年